# Königstein (Děčínská vrchovina)
Königstein (361 m n. m.) je stolová hora, rozkládající se v Německu na levém břehu Labe, v Děčínské vrchovině v zemském okrese Saské Švýcarsko-Východní Krušné hory ve městě Königstein. Nachází se na území Chráněné krajinné oblasti Saské Švýcarsko.

## Pevnost
Na temeni hory se rozkládá Pevnost Königstein, která patří k největším v Evropě. Přibližně 1800 metrů dlouhé a až 42 metrů vysoké hradby pevnosti jsou vyzděny z pískovcového kamene. Uprostřed opevnění se nachází 152,5 metrů hluboká studna – nejhlubší v Sasku a druhá nejhlubší v Evropě. Na západním úpatí na břehu Labe se nachází město Königstein.

## Galerie

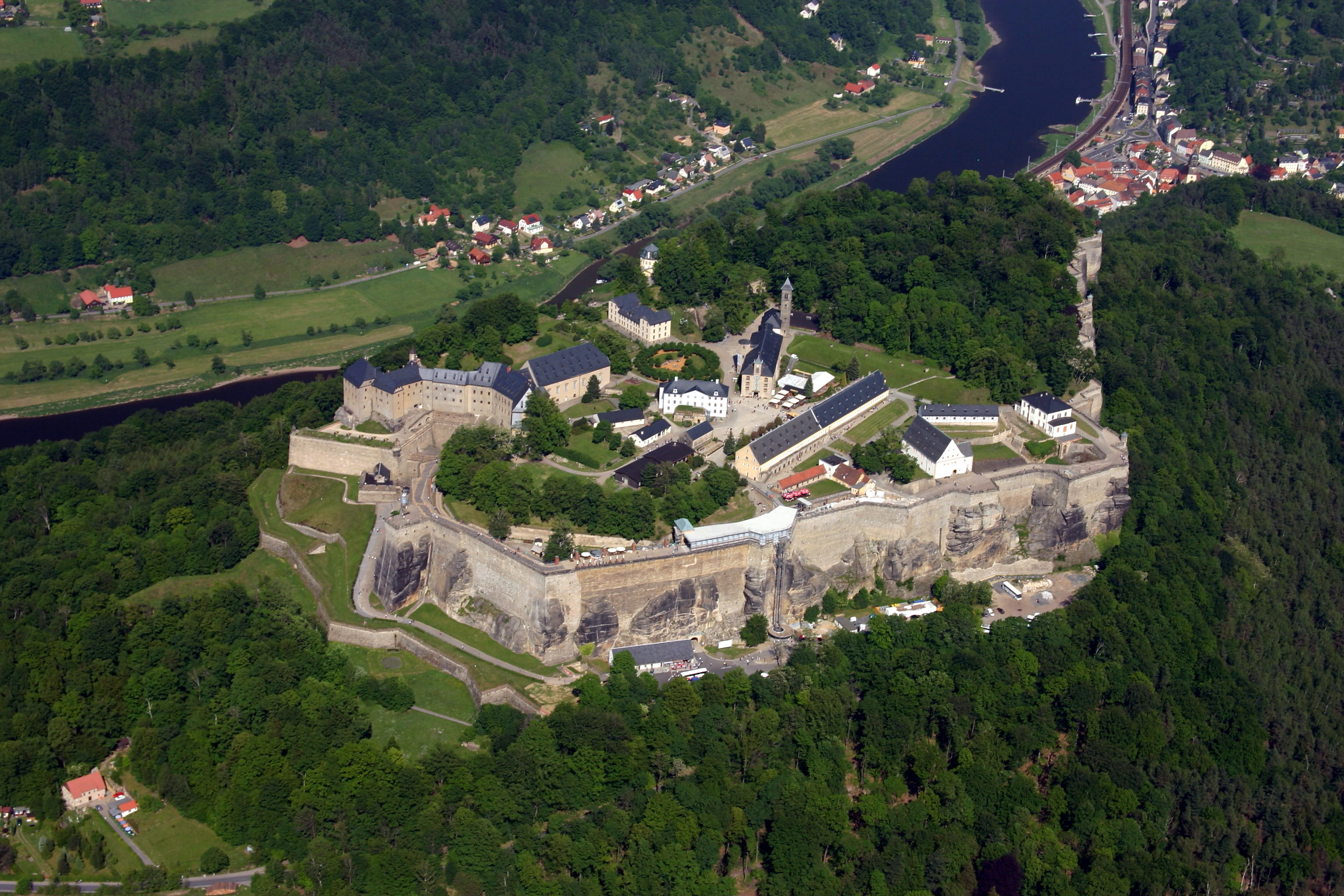
Pevnost Königstein